# Jón Johnsen
John Johnsen (Jón Jónsson, født 24. februar 1806 på gården Drumboddsstaðir i
Árnessyssel på Island, død 7. juli 1881 i Aalborg) var en islandsk-dansk jurist og politiker.
Johnsen var søn af sysselmand J. Johnsen. Han tog studentereksamen i 1826 som privatist og blev cand.jur. fra Københavns Universitet i 1830. Fra 1836 til 1873 var han assessor og justitssekretær i den islandske overret i Reykjavik, og i 1848 blev han byfoged og rådmand i Aalborg foruden birkedommer i Aalborg Birk og herredsfoged i en del af Fleskum Herred. Han blev boende i Aalborg efter sin afsked i 1873.
Johnsen var konstitueret amtsmand på Island 1840-1841 og 1844-1845 og medlem af Altinget 1845-1849. Han var en af fem kongevalgte medlemmer af Den Grundlovgivende Rigsforsamling 1848-1849 for Island, og den eneste af dem som talte i rigsforsamlingen.
Han udgav i 1840 i bogen Hugvekja um thínglýsingar, jarðakaup, veðsetningar og peningabrúkun á Íslandi om tinglysning og ejendomslovning og i 1847 jarðatal á Íslandi med en fortegnelse over alle islandske gårde med statiske oplysninger.
Johnsen blev udnævnt til justitsråd i 1850 og etatsråd i 1873.